# Karlsschrein

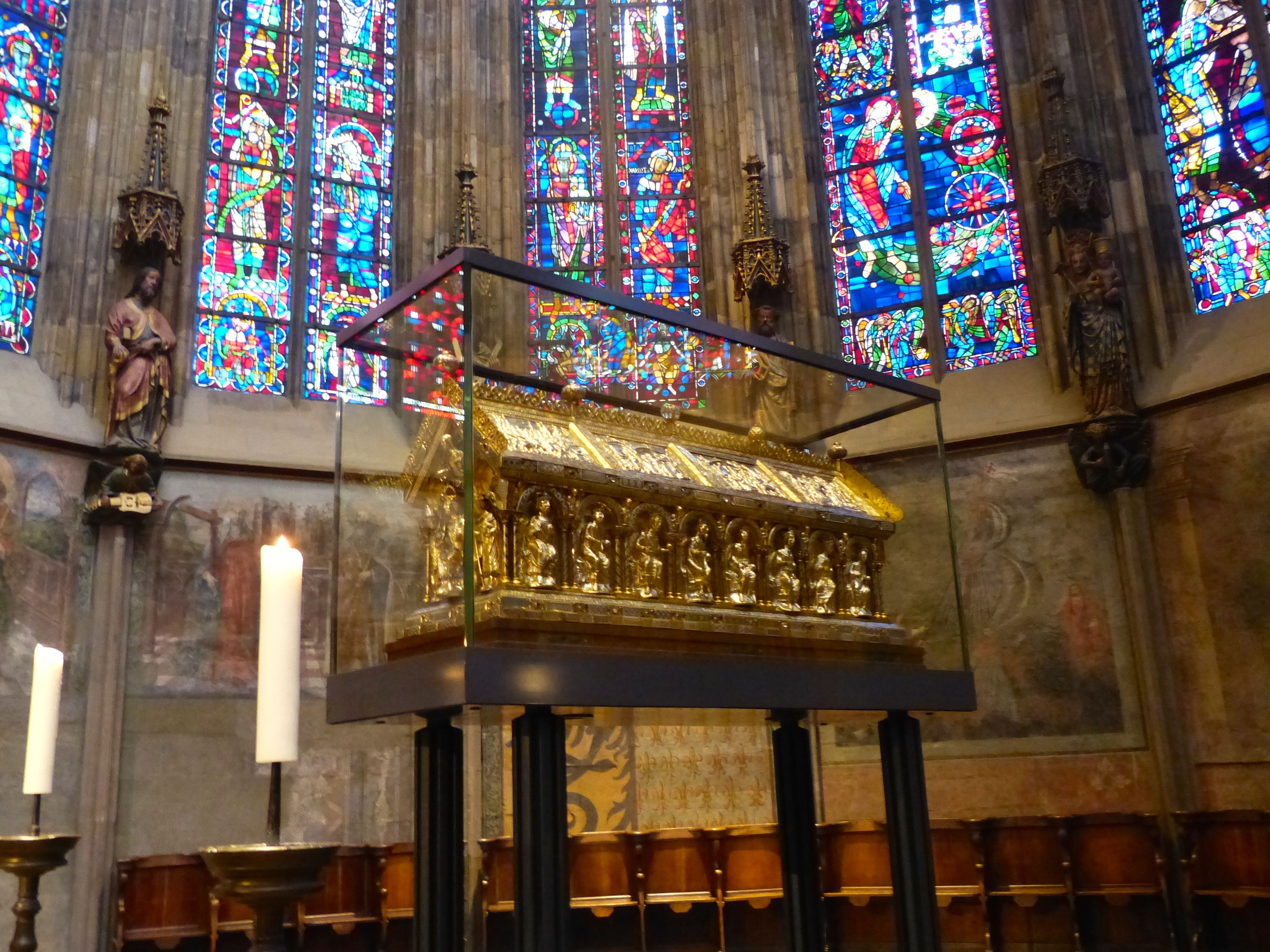
Der Karlsschrein in der Chorhalle des Aachener Doms

Karlsschrein in der gotischen Chorhalle des Aachener Domes entstand nach 1182 in einer Aachener Goldschmiedewerkstatt und war zur Krönung Friedrichs II. im Jahre 1215 fertiggestellt, nachdem Kaiser Friedrich I. Barbarossa, der Großvater Friedrichs II., im Jahre 1165 die Gebeine  Karls des Großen aus dessen Grab in der Aachener Pfalzkapelle erhoben hatte.
Friedrich II. vollzog persönlich die Überführung der Gebeine und das Schließen des Schreins am 27. Juli 1215, dem ersten Jahrestag der Schlacht von Bouvines, die die Entscheidung im deutschen Thronstreit brachte. Zwei Tage zuvor war er erneut und endgültig in Aachen zum römisch-deutschen König gekrönt worden. Neben den Gebeinen befinden sich im Schrein der sogenannte „Elefantenstoff“, ein doppelpurpurgefärbtes Samitgewebe mit Lebensbaum- und Elefantenmotiven sowie der sogenannte „Hasenstoff“, ebenfalls aus Seidensamit mit Lebensbaum-, Hasen- und Vögelmotiven. Ersterer diente ursprünglich als Grabtuch Karls des Großen; letzterer wurde von Friedrich II. bei der Verschließung des Schreins hineingelegt.

## Aufbau

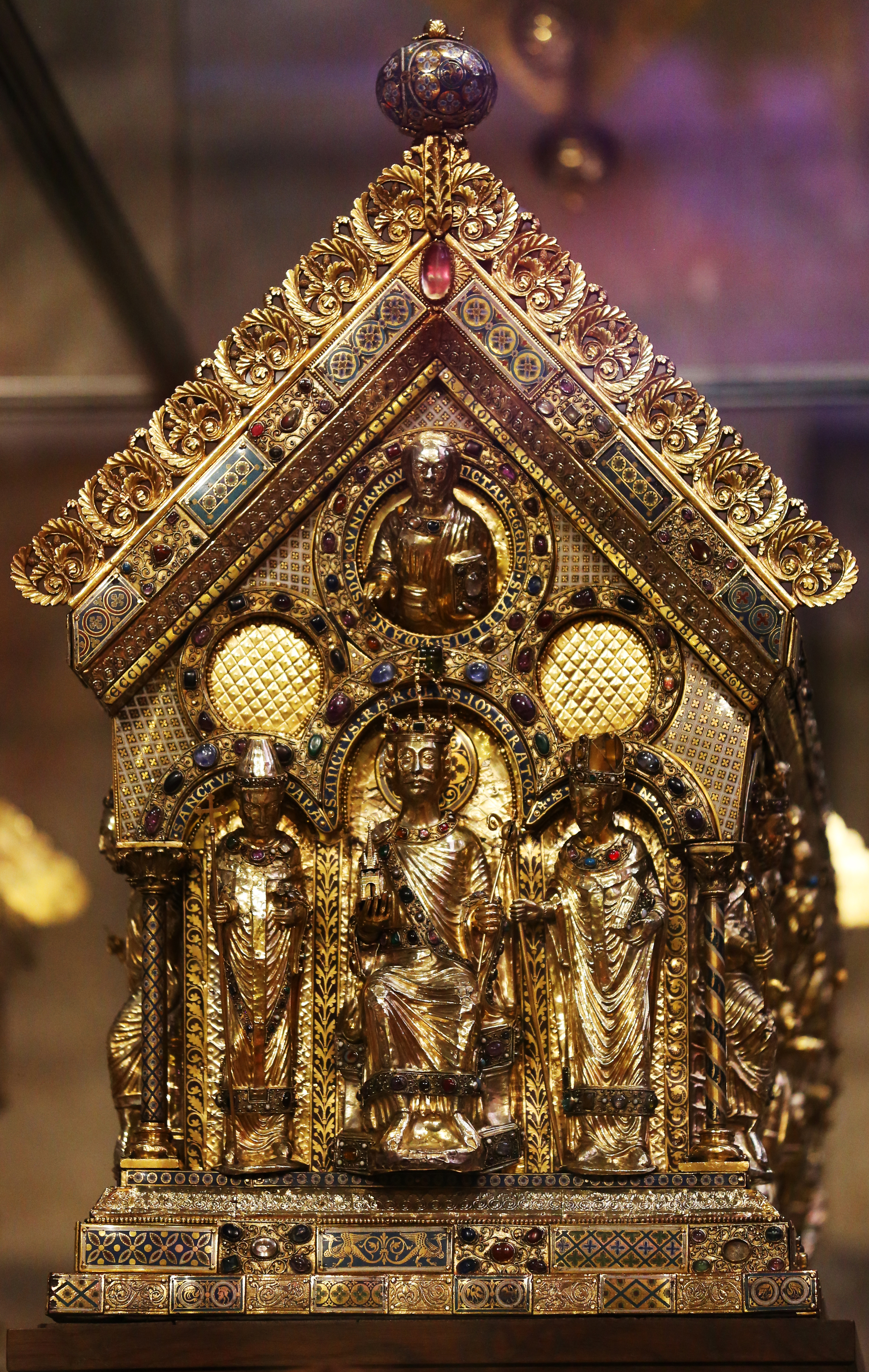
Vordere Giebelseite

Der 2,04 Meter lange, 0,57 Meter breite und 0,94 Meter hohe Schrein steht in der Schreintradition des ausgehenden 12. Jahrhunderts. Er hat die Form einer einschiffigen Kirche ohne Querschiff. Der mehr als zwei Meter lange Eichenholzkasten ist mit vergoldetem Silber, vergoldetem Kupfer, Filigran, Edelsteinen, Emaillen und Braunfirnisplatten bedeckt. Das Doppelprofil des Sockels schmücken Emailplatten, Gravierungen, Filigrane und Silberstanzen mit floralem Dekor. Die beiden Längsseiten zeigen acht auf emaillierten Doppelsäulen ruhende Arkaden, unter denen Kaiser und Könige des Reiches thronen.
Die vordere Giebelseite zeigt thronend Karl den Großen, zu seiner Rechten stehend Papst Leo III., zur Linken Erzbischof Turpin von Reims. Über Karl befindet sich in einem Medaillon die Halbfigur Christi.
Auf der rückwärtigen Giebelseite thront die Madonna mit Christus zwischen den Erzengeln Michael und Gabriel. Darüber stellen drei Halbfiguren die Personifikationen von Glaube, Hoffnung und Liebe dar.
Die beiden Dachflächen zeigen je vier Reliefs mit Szenen aus der Karlslegende, der legendären Geschichte des Kaisers, der durch göttliche Berufung auf seinen Lebensweg geführt wird. Die literarische Quelle zu diesen Reliefs bildet der sog. Pseudo-Turpin, eine Handschrift des 12. Jahrhunderts. Eine zeitgenössische Kopie derselben findet sich im Archiv des Aachener Domes, das Original hingegen als drittes Buch im Codex Calixtinus in Santiago de Compostela. Getriebene Kämme aus vergoldetem Kupfer und fünf Nodi zieren den Dachfirst und die Giebel.
Auf den beiden Seitenflächen thronen jeweils acht Kaiser. Auf der von der Karlsseite gesehen rechten Längsseite thronen von links nach rechts: Heinrich II., Otto III., Otto I., Otto II., Karl der Dicke, ein namenloser Herrscher, Heinrich VI. und Friedrich II. Auf der anderen Längsseite finden wir Heinrich III., Zwentibold, Heinrich V., Heinrich IV., Otto IV., Heinrich I., Lothar I. und Ludwig den Frommen.

## Ikonographisches Konzept
Das Bildprogramm ist von staufischen, imperialen Gedanken geprägt. Karl der Große thront auf der Stirnseite zwischen den Vertretern der Kirche an einer Stelle, die bei allen anderen Schreinen allein Christus vorbehalten ist. Er selbst, Kaiser Karl der Große, ist der Stellvertreter Christi, der thronend Papst und Erzbischof überragt. Auf den beiden Längsseiten des Schreins, sonst den Propheten und Aposteln vorbehalten, thronen sechzehn deutsche Kaiser und Könige, die Dachreliefs führen den imperialen Charakter des Bildprogramms weiter. Sie zeigen das legendäre Leben Karls, basierend auf der Historia Karoli Magni et Rothalandi, die angeblich von Erzbischof Turpin von Reims (etwa 748–749) verfasst wurde. Neuere Forschungen haben allerdings ergeben, dass die Historia Karoli erst um 1130–1140 wahrscheinlich in Frankreich entstand.

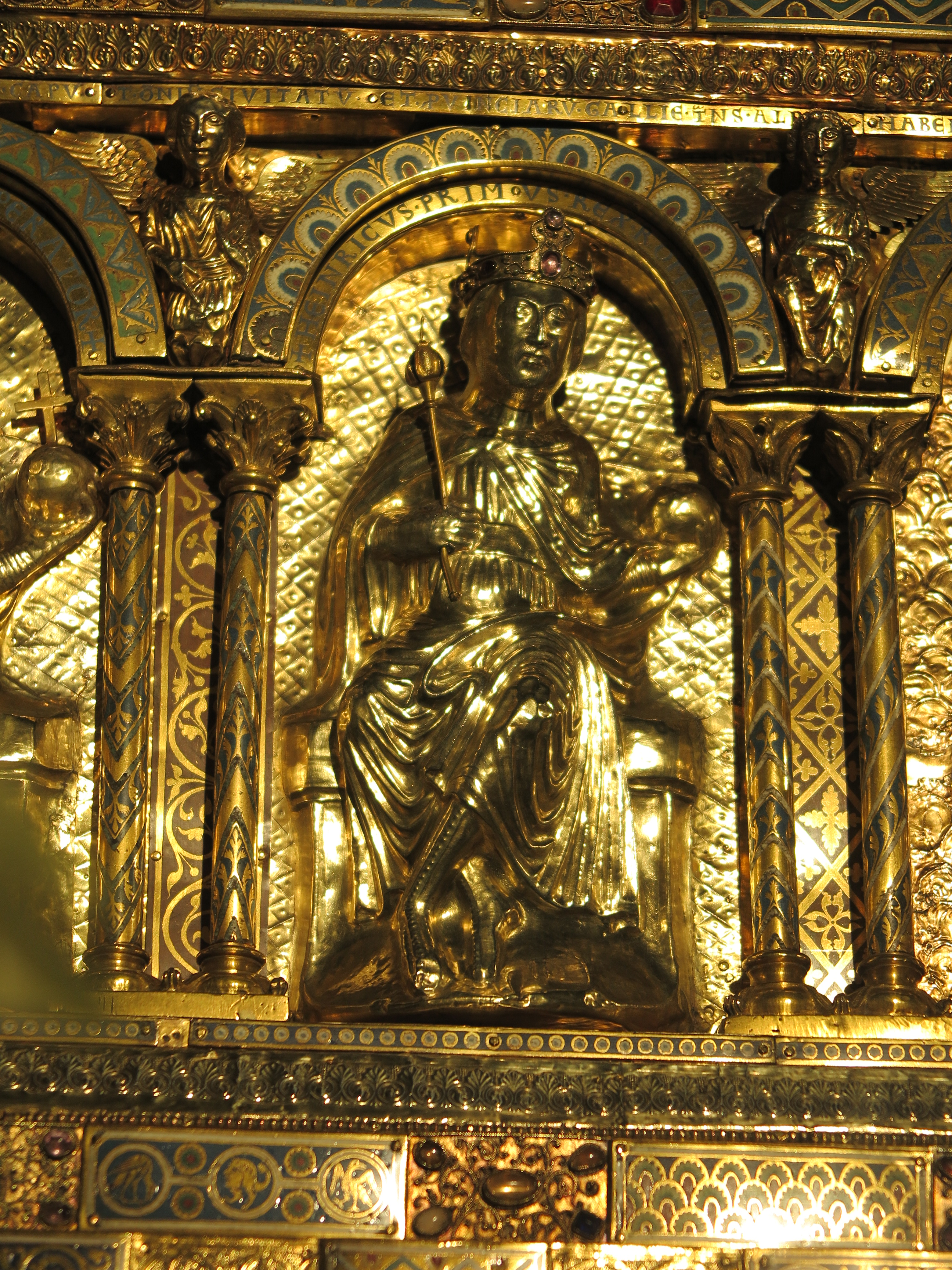
Heinrich I.
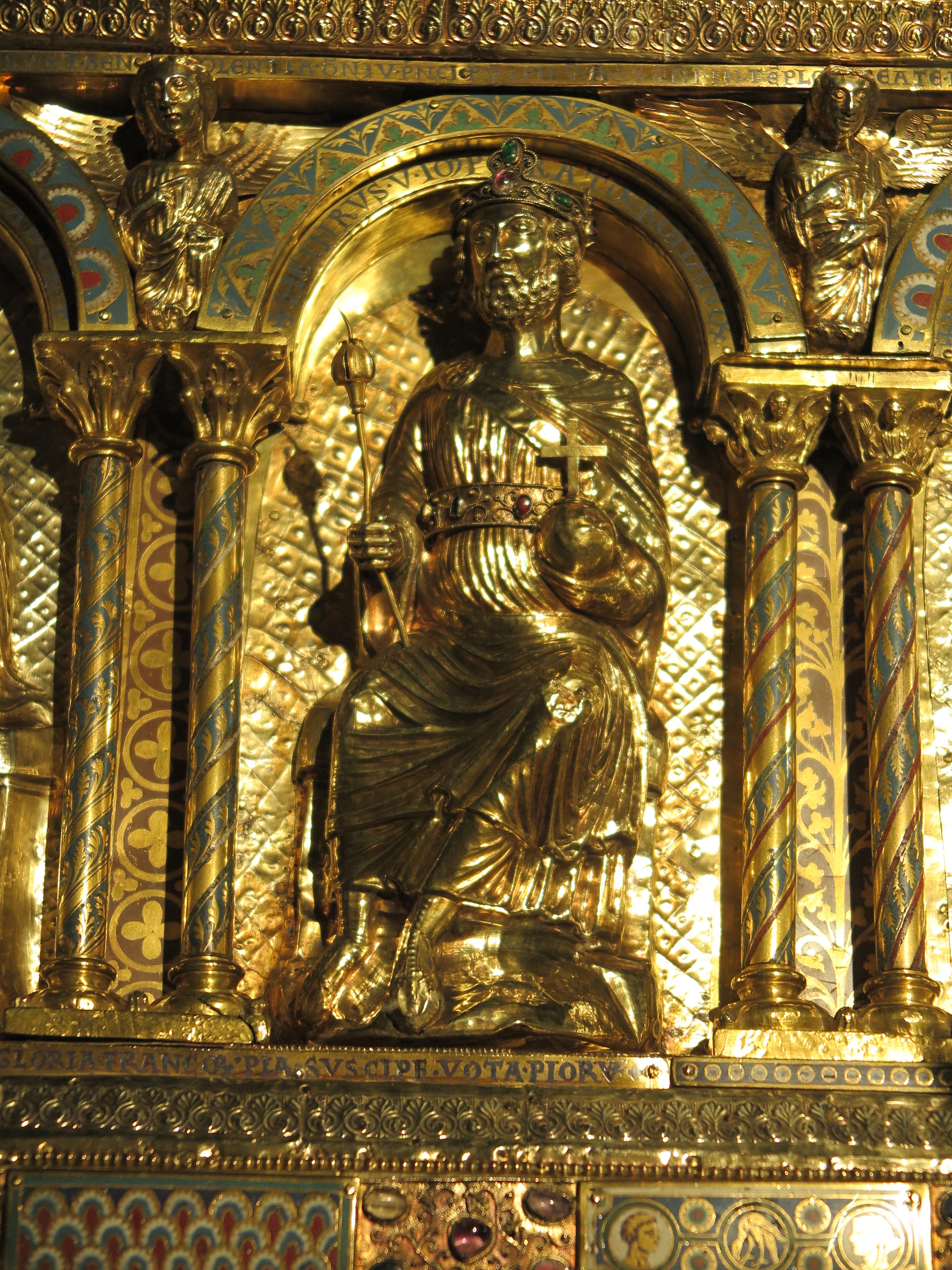
Heinrich IV.
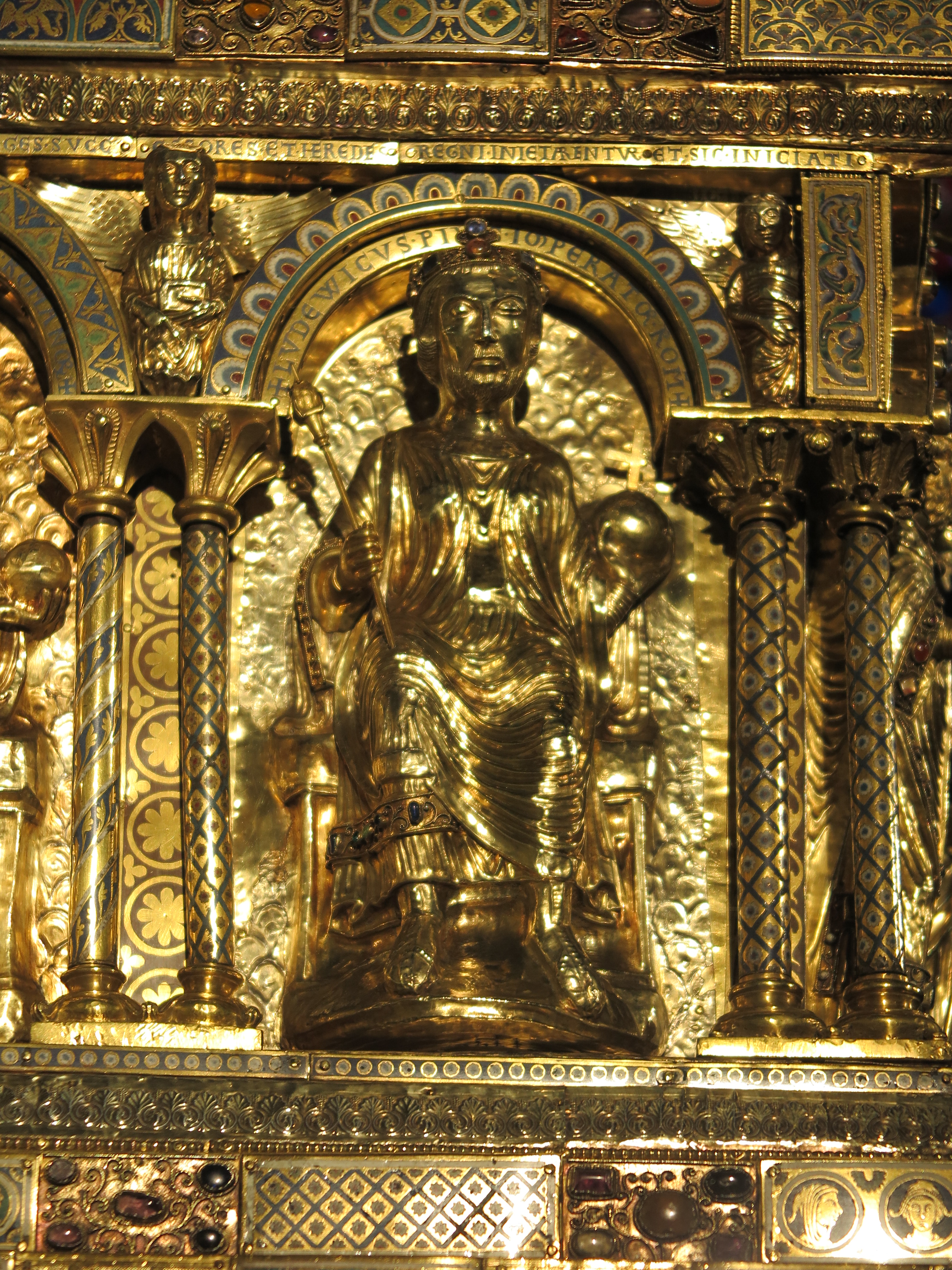
Ludwig der Fromme
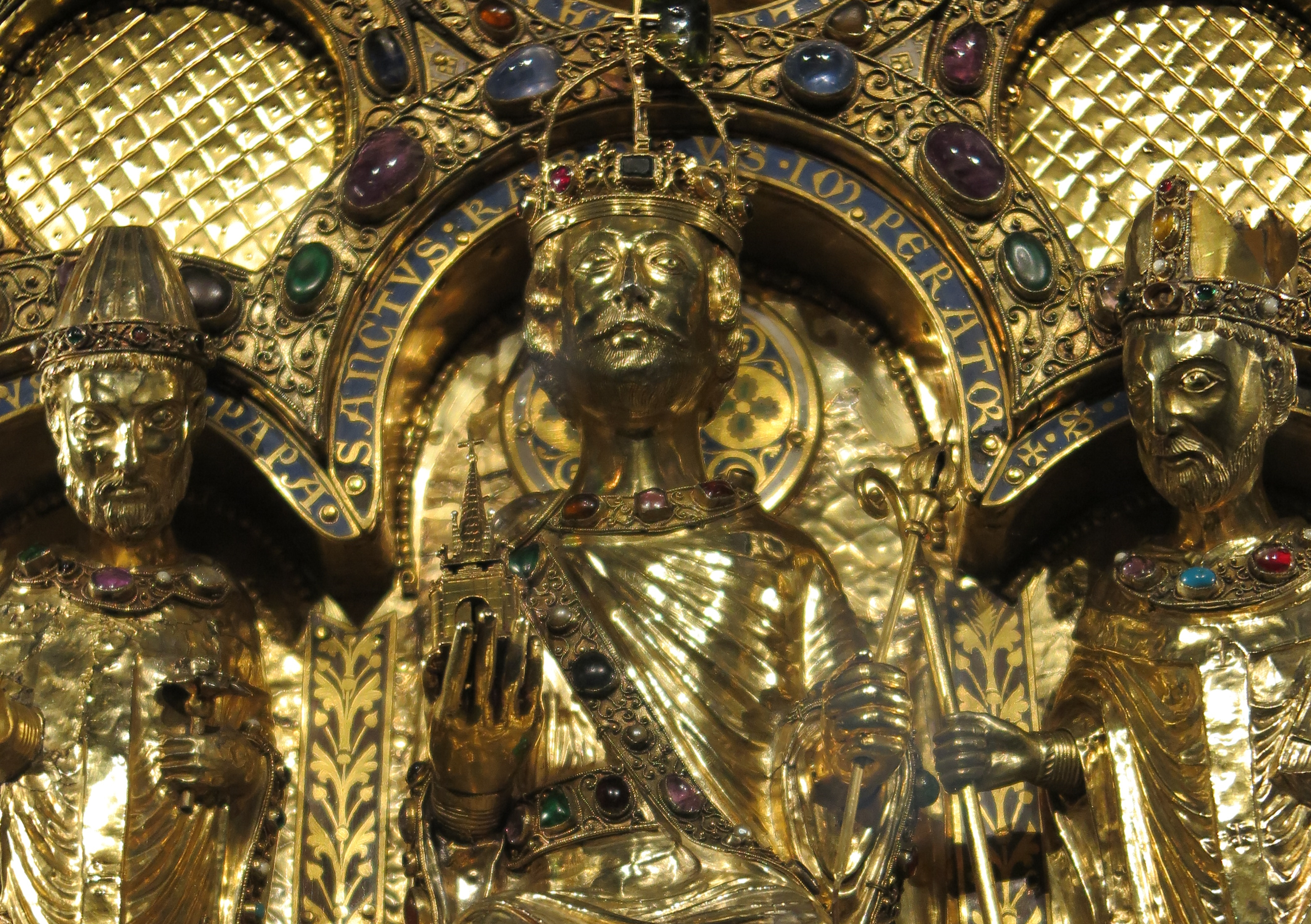
Papst Leo III., Karl der Große, Erzbischof Turpin
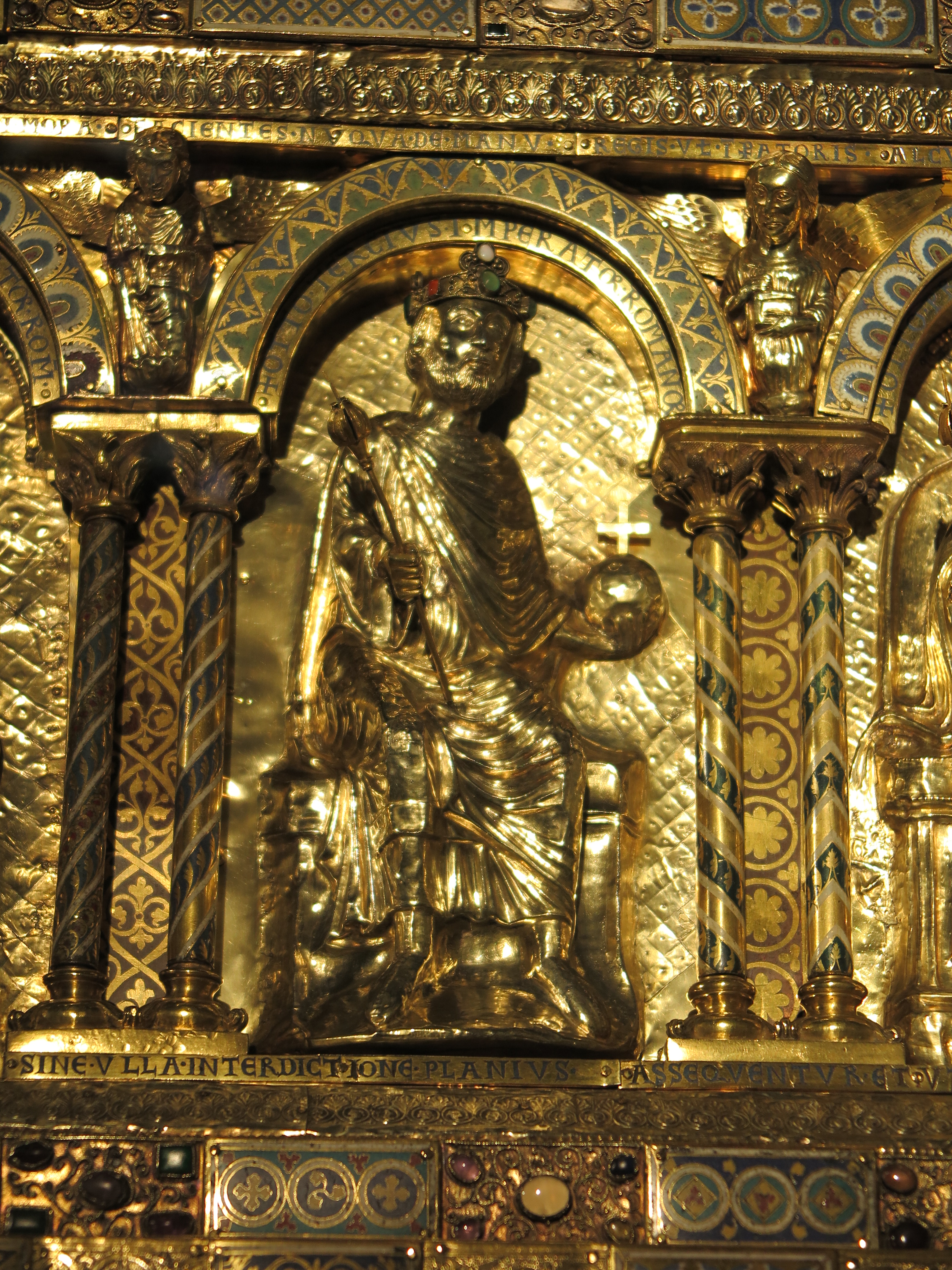
Otto III.
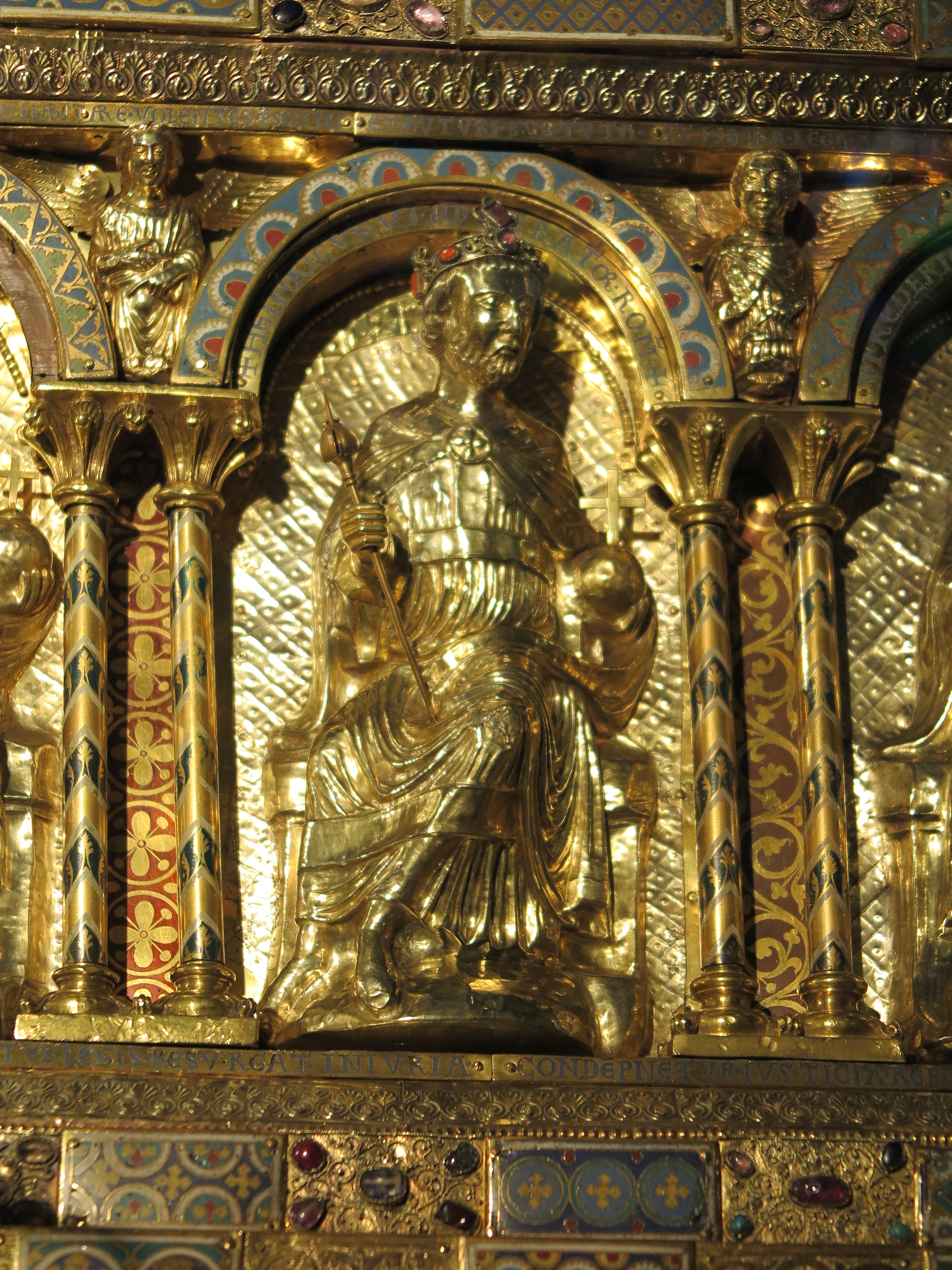
Heinrich VI.

## Einordnung
Der Schrein steht in der Tradition der maasländischen Schreine und ist mit Ausnahme des Widmungsreliefs auf dem Dach stilistisch einheitlich. Sein Meister stammt vermutlich aus der Werkstatt des Maastrichter Servatiusschreins, während ein zweiter Meister, der besagtes Widmungsrelief schuf, um 1220 die Arbeit am Marienschrein begann. Der Karlsschrein stellt neben dem ebenfalls in der gotischen Chorhalle befindlichen Marienschrein eine der bedeutendsten und auch bekanntesten mittelalterlichen Goldschmiedearbeiten überhaupt dar.

## Anthropologische Untersuchung
1874 ließ das Aachener Stiftskapitel eine wissenschaftliche Untersuchung der Gebeine Karls des Großen durch den Bonner Anthropologen Hermann Schaaffhausen (1816–1893) durchführen. Schaaffhausen ermittelte bei den Gebeinen eine Körpergröße von 2,04 Metern. Neuere Untersuchungen aus dem Jahr 2010 relativieren diese Angabe und kommen auf eine Größe von 184 Zentimetern, die für Karls Zeitalter auch noch als überdurchschnittlich gelten kann. Bereits Einhard hatte über Karls Statur bemerkt: „denn seine Länge betrug, wie man weiß, sieben seiner Füße“ (nam septem suorum pedum proceritatem ejus constat habuisse mensuram). Nach den Untersuchungen des Jahres 1874 war das rechte Schlüsselbein gebrochen und wieder geheilt. Von dieser Verletzung berichtet kein Geschichtsschreiber. Der Schädel zeige eine dolichocephale Form (Langschädel), die Nähte waren spurlos geschlossen, wie es dem Greisenalter zukommt. Der Befund gilt als Echtheitsbeweis der Karlsreliquie.

## Bestand und Sicherung 1983–1988
Am 30. Januar 1983 wurden während eines Vespergottesdienstes die versiegelte Zinklade mit den Gebeinen Karls dem Schrein entnommen und geöffnet. Am Abend des gleichen Tages versiegelte man die Lade wieder und brachte sie in einem provisorischen Holzschrein unter. Der Karlsschrein selbst wurde in derselben Nacht in eine Goldschmiedewerkstatt im Dombereich gebracht. In dieser arbeiteten die Goldschmiede Gerhard Thewis und Peter Bolg unter der wissenschaftlichen Leitung von Herta Lepie fünf Jahre an der Konservierung des Kunstwerks. Hierbei achtete man darauf, dass nicht, wie in der Vergangenheit vielfach bei der Instandsetzung von Kunstwerken geschehen, eine Restaurierung oder gar Renovierung vorgenommen wurde, damit der Schrein nicht irreversibel verändert und in seiner Originalität beschädigt würde. Die mittelalterliche Vergoldung konnte wieder freigelegt werden. Die Altersbestimmung der für den Eichenholzkasten verwendeten Eiche ergab, dass diese um 1182 gefällt worden war.